# Linda Wang
Linda Hsien Wang é uma atriz de estadunidense. Ela traça sua ascendência para a China. Nascido em Taipei em Taiwan, ela foi criada em Queens na cidade de Nova York. Também conhecida como Linda Wang, ela já apareceu nos meios de comunicação chineses. Ela atualmente reside em Los Angeles.
Em 2004 participou da série House MD no episódio "Poison" na 1ª temporada.
Em 2007, Linda Wang apareceu no video da musica "Home"  para o grupo pop irlandês Westlife.

## Ligações Externas
- Linda Wang. no IMDb.
- Linda Wang no Myspace